# 解剖 (电影)
《解剖》（德語：Anatomie），德国恐怖悬疑电影，拍摄于2000年。
导演：斯戴芬·卢佐维茨基 Stefan Ruzowitzky
主演：
- 法蘭卡·波坦特 Franka Potente
- Benno Fürmann
- Anna Loos

情节以海德堡大学医学院作为背景，并因此而在海德堡大学的校园网公告栏中引起一定争议。